# イワン・イグナチェフ
イワン・ワシーリエヴィチ・イグナチェフ（ロシア語: Иван Васильевич Игнатьев,英語: Ivan Vasilevich Ignatiev、（本名はカザンスキーロシア語: Казанский,英語: Kazansky）1892年グレゴリオ暦6月19日、ユリウス暦6月7日 - 1914年グレゴリオ暦2月2日、ユリウス暦1月20日）は、20世紀初頭のロシア未来派（ロシア・アヴァンギャルド）を代表するロシアの詩人、文学評論家。理論家としてサンクト・ペテルブルクでの自我未来派協会を率いた。

## 生涯
イグナチェフは、1892年にペテルブルクの商家に生まれた。1909年より演劇批評を開始。1911年の終わりに、自我未来派のリーダーであるイーゴリ・セヴェリャーニンに出会い、この時点で演劇批評を打ち切る。すぐにイグナチェフはセヴェリャーニンと対立し、同じ名前の新聞、年鑑、そして自我未来派の書籍を出版する出版社「ペテルブルク通信」を設立した。同時に、彼の両親の伝手に頼り、1911年から1913年にかけて、経済新聞 『ゴロジェッツの下で』に自我未来派の記事を掲載できるよう手配した。イグナチェフは自身の事業に活動的に意図的に携わり、短かい期間に、ほとんどの自我未来派を 「ペテルブルク通信」のブランドの下に団結させ、同時にワレリー・ブリューソフやフョードル・ソログープなどの主要な象徴主義詩人らを招き寄せた。セヴェリャーニン脱会後、1913年末までに、イグナチェフはペテルブルク未来派の代表として認められた。
自我の創造性を外部世界に投影させたセヴェリャーニンとは異なり、イグナチェフの自我の創造性は、一切を包み込み、どの場面においても自身を肯定するよう努めているが、絶望的な願望に満ちた彼の内なる世界をひたすら目指すものであった。イグナチェフは、「それぞれの文字は音と色だけでなく、味もあるが、他の文字と切り離せない意味、感触、重さ、空間性にも依存している」と書いている。言葉の作成のみに拘泥することなく、彼は数学的な記号、楽譜を自分の見地に広く取り入れ、視覚的な詩をデザインした。彼は、詩の創造を通じての自我の神格化を図った。イグナチェフ自身による出版書籍は3冊のみである1913年の『足場』には、彼の詩のほとんどすべてが含まれている。これらの詩は、自我未来派のさまざまな版でかつて公開されていた。
1914年、彼の結婚式の翌日、イグナチェフはかみそりで身を切ることにより自殺した。彼の妻は商人Iの娘だった。彼の自殺の理由は未だに不明である。
彼の死後、自我未来主義は不可欠な文芸主義としては存在しなくなる。ヴェリミール・フレーブニコフとボリス・パステルナークが、イグナチェフの追悼記事を発表。モスクワの年鑑『手』では、遠心分離器グループにより、死後4つの詩が発表された。また、同じ年鑑で、立体未来派に対する「証明書」が発表され、イグナチェフが「最初のロシアの未来派」であると宣言された。

## 主な著作
- 年鑑掲載の詩と記事 「深淵のワシ」（1912年）、「オレンジの壺」（1912年）、「ガラスの鎖」（1912年）、「アドニスへの贈り物」（1913年）、「砂糖屋根」（1913年）、「壊れた頭蓋骨」（1913年）、「手」（1914年）。
- 劇場のそばで（1912年）
- 自我未来主義（1913年）
- 足場（1914年）